# Кострово (Владимирская область)
Кострово — деревня в Судогодском районе Владимирской области, входит в состав Головинского сельского поселения.

## География
Деревня расположена в 11 км на восток от центра поселения посёлка Головино и в 17 км на запад от райцентра города Судогда. 

## История
В конце XIX — начале XX века деревня входила в состав Авдотьинской волости Судогодского уезда, с 1926 года — в составе Александровской волости Владимирского уезда. В 1859 году в деревне числилось 9 дворов, в 1905 году — 7 дворов, в 1926 году — 23 хозяйств.
С 1929 года деревня входила с состав Сойменского сельсовета Судогодского района, с 2005 года — в составе Головинского сельского поселения.

## Население
| 1859 | 1905 | 1926 |
| ---- | ---- | ---- |
| 54   | 96   | 124  |

| 1859 | 1905 | 1926 | 2002 | 2010 | 2021 |
| ---- | ---- | ---- | ---- | ---- | ---- |
| 54   | ↗96  | ↗124 | ↘8   | ↘3   | ↘0   |